# Ogmodera lobata
Ogmodera lobata là một loài bọ cánh cứng trong họ Cerambycidae.